# Подолы (Харьковская область)
Подолы (укр. Подоли), село, 
Куриловский сельский совет, 
Купянский район, 
Харьковская область.
Код КОАТУУ — 6323783504. Население по переписи 2001 года составляло 2376 человек (1090 мужчин, 1286 женщин). В 2023 году в селе проживает 676 человек.

## Географическое положение
Село Подолы находится на расстоянии в 2 км от реки Оскол (левый берег), 
примыкает к городу Купянск и селу Куриловка.
Рядом проходят автомобильные дороги Т-2109 и Р-07.
Село с одной стороны окружено лесным массивом (сосна), с другой — болотом. 
Рядом с селом Купянский аэродром.

## История
- 1918 — дата основания.